# Muscle Shoals Sound Studio

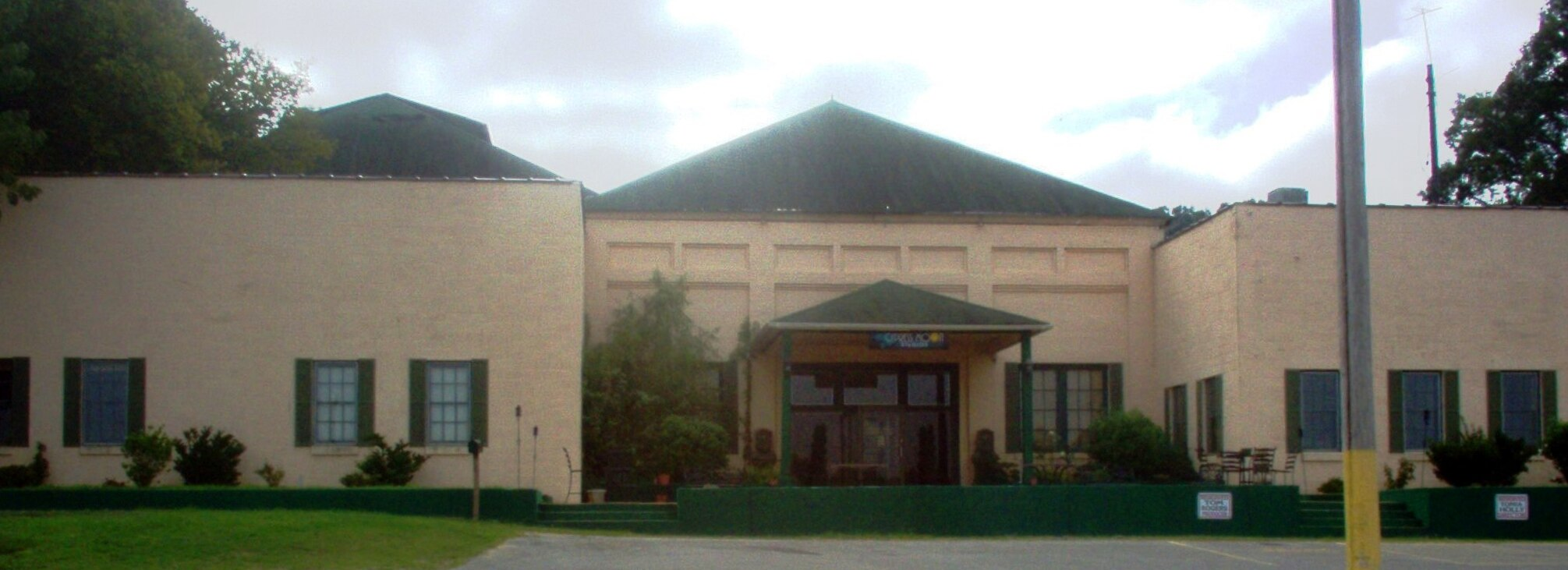
Ubicación de los estudios en el periodo 1979-2005, 1000 Alabama Avenue en Sheffield, Alabama

Muscle Shoals Sound Studio es un famoso estudio de grabación estadounidense ubicado en Sheffield, Alabama, formado en 1969 por cuatro músicos de sesión conocidos como The Muscle Shoals Rhythm Section. Habían dejado los estudios FAME también localizados en Muscle Shoals para crear su propia instalación de grabación.
Atrajeron a destacados artistas de todo Estados Unidos y Gran Bretaña. A lo largo de los años, los artistas que grabaron en el Muscle Shoals Sound Studio incluyeron entre otros a los Rolling Stones, Aretha Franklin, George Michael, Wilson Pickett, Willie Nelson, Lynyrd Skynyrd, Joe Cocker, Levon Helm, Paul Simon, Bob Seger, Rod Stewart, Tamiko Jones, Cher y Cat Stevens.

## Fundadores
Los cuatro fundadores del estudio, Barry Beckett, Roger Hawkins, Jimmy Johnson y David Hood, eran músicos de sesión en los estudios FAME de Rick Hall; se les conocía oficialmente como la Sección de ritmo de Muscle Shoals, pero se los conocía más ampliamente como "The Swampers", quienes fueron reconocidos por haber creado el "sonido Muscle Shoals" junto con Hall.
The Muscle Shoals Rhythm Section fue el primer grupo de músicos en poseer un estudio y poder dirigir sus propias compañías editoriales y de producción. Proporcionaron respaldo musical y arreglos para muchas grabaciones, incluidos los grandes éxitos de Wilson Pickett, Aretha Franklin y los Staple Singers. Una amplia gama de artistas de la música popular también grabó éxitos y álbumes completos en el estudio. Desde 1967 trabajaron juntos e inicialmente tocaron sesiones en Nueva York y Nashville antes de hacerlo en los estudios FAME. Sus éxitos iniciales en el soul y el R&B llevaron a su estudio a más artistas de rock y pop convencionales que comenzaron a grabar en Muscle Shoals Sound Studios, incluidos los Rolling Stones, Traffic, Bob Seger, Elton John, Boz Scaggs, Willie Nelson, Paul Simon, Bob Dylan, Dr. Hook, Elkie Brooks, Millie Jackson, Julian Lennon y Glenn Frey.

## Ubicaciones

### Jackson Highway, 3614
La Sección Rítmica de Muscle Shoals se asoció con Jerry Wexler, quien proporcionó fondos iniciales para fundar Muscle Shoals Sound Studio en el 3614 Jackson Highway en Sheffield. El edificio de bloques de hormigón, originalmente construido alrededor de 1946, fue anteriormente una sala de exposición de ataúdes.
El sexto álbum de Cher se tituló 3614 Jackson Highway (1969) y este se convirtió en el nombre informal del estudio en 1969.
El primer éxito importante del estudio fue " Take a Letter Maria " de RB Greaves. En diciembre de 1969, los Rolling Stones estuvieron grabando en este estudio durante tres días.

### Avenida Alabama, 1000

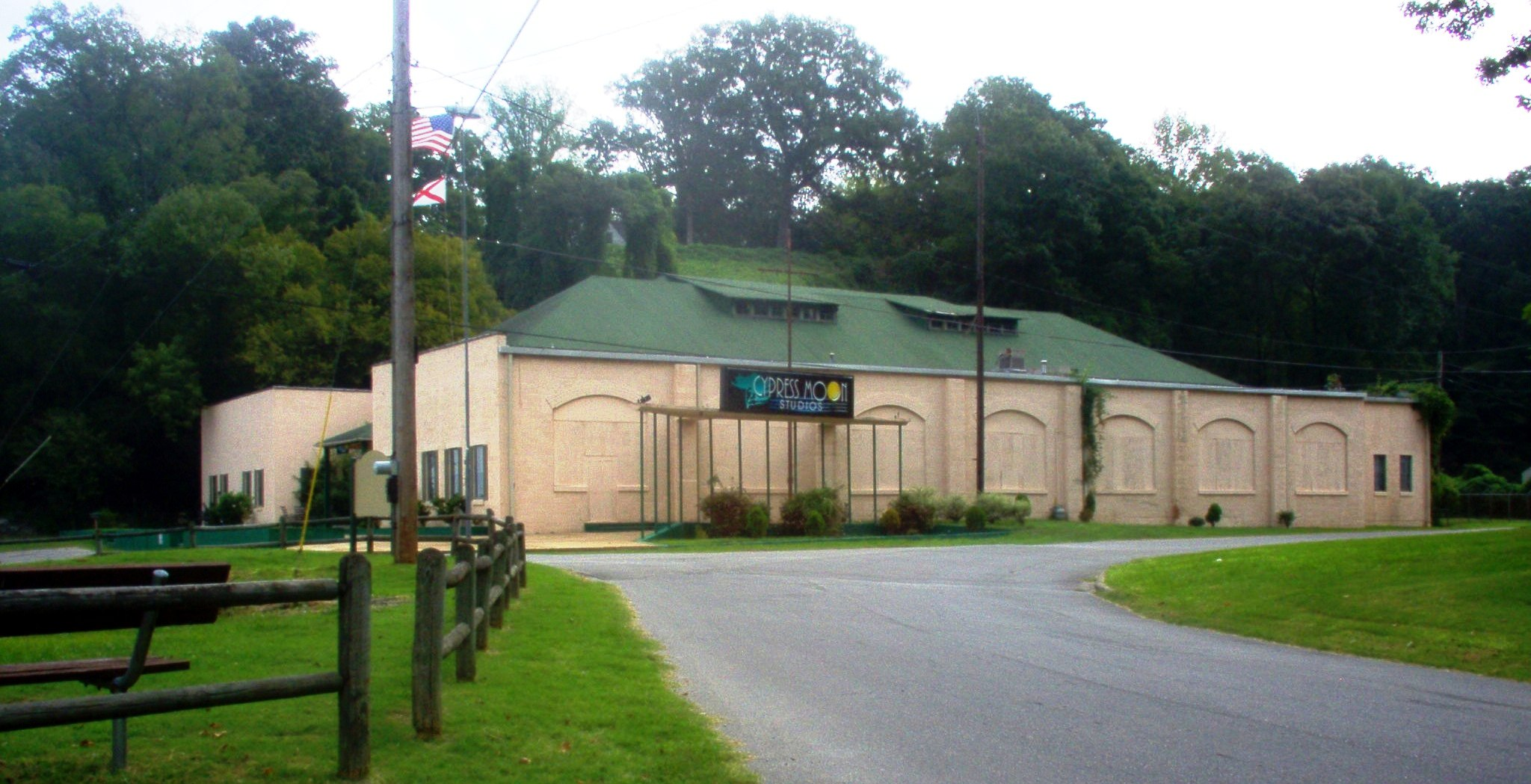
La ubicación de 1979-2005, ahora la sede de los Cypress Moon Studios

El estudio en 3614 Jackson Highway se cerró en abril de 1979 y se mudaron a una instalación más grande y actualizada en Sheffield ubicada en el n.º 1000 de Alabama Avenue. Esta ubicación funcionó hasta que fue cerrada y vendida en 1985 a Malaco Records, el sello de soul y blues de Tommy Couch con sede en Jackson, Misisipi, que también compró los derechos de publicación en poder de Muscle Shoals Sound. Malaco usó los estudios de Sheffield para sus propios artistas, incluidos Johnnie Taylor, Bobby Bland y Little Milton, mientras continuaba operando sus propias instalaciones en Jackson. La Sección de Ritmo, menos Beckett, trabajó con otros músicos de estudio en Malaco Records y en otros estudios. En 2005, Couch decidió cerrar el estudio Malaco en Alabama Avenue porque tenía dificultades para competir con estudios tecnológicamente más avanzados.
Después del cierre de la ubicación en el 1000 Alabama Avenue, una productora de cine se hizo cargo del edificio. En 2007, este lugar albergó a Cypress Moon Productions y Cypress Moon Studio con equipo de grabación en funcionamiento, que funcionaba como estudio de grabación y estaba abierto para visitas.

## Historia reciente
Aunque ya no era un estudio en funcionamiento en 2009 y 2010, se alquiló la ubicación de Jackson Highway para grabar el tercer CD de Band of Horses, Infinite Arms, grabado en parte en ese estudio, fue nominado a un premio Grammy en la categoría de Mejor Álbum Alternativo.
Diez pistas del sexto álbum de Black Keys, Brothers, también se grabaron en el 3614 Jackson Highway. El álbum fue nominado a un premio Grammy 2011 al Mejor Álbum de Música Alternativa. Dos canciones del álbum, " Tighten Up " y " Black Mud ", fueron nominadas a los premios Grammy: "Tighten Up" a la Mejor Interpretación Rock de un Dúo o Grupo con Voz y Mejor Canción Rock y "Black Mud" a la Mejor Interpretación Rock Instrumental. La revista Rolling Stone colocó el álbum en el número 2 en su lista de los mejores álbumes de 2010 y "Everlasting Light" en el número 11 en su lista de los mejores sencillos de 2010. El álbum también apareció en los 40 mejores álbumes de 2010 de la revista Spin.
Chris Stapleton grabó su sencillo ganador del Grammy, "Cold" en Muscle Shoals Sound Studio en diciembre de 2018 y recibió el Grammy en 2022, lo que convierte al estudio en uno de los que produce discos exitosos ganadores del Grammy una vez más.

## Restauración y reapertura
El edificio del estudio original en Jackson Highway, que se había convertido en un minorista audiovisual y luego en una tienda de electrodomésticos hasta 1999, cambió de propietario y el propietario posterior completó algunas renovaciones y retuvo el equipo de grabación antiguo, lo que permitió recorridos por la propiedad. El edificio fue incluido en el Registro Nacional de Lugares Históricos en junio de 2006.
En 2013, el documental Muscle Shoals despertó el interés del público en una importante restauración del estudio, y en junio de ese año, el propietario vendió la propiedad (sin el histórico equipo de grabación) a Muscle Shoals Music Foundation, una organización que había se formó a principios de ese año con el objetivo de establecer un museo de música en el edificio histórico. Una gran subvención de Beats Electronics proporcionó 1 millón de dólares para el proyecto. El director de turismo estatal dijo que la película Muscle Shoals de 2013 tuvo una influencia significativa. "El apoyo financiero de Beats es un resultado directo de la película". Otros grupos e individuos hicieron donaciones adicionales.
El edificio cerró cuando comenzaron los principales trabajos de restauración en septiembre de 2015 y reabrió como una atracción turística operada por la Muscle Shoals Music Foundation el 9 de enero de 2017. El interior recuerda a la década de 1970, con equipos de grabación y parafernalia relevantes. Según un periodista que lo visitó recientemente, el estudio restaurado es impresionante: "El interior de Muscle Shoals Sound se parece mucho a lo que era en su mejor momento. . . . Algunas guitarras y amplificadores. Un órgano Hammond, un piano eléctrico Wurlitzer y un piano de cola negro. La sala de control con consola de grabación y máquina de cinta analógica. . . Hay cabinas de aislamiento, para voces, percusión y demás. . ." 
El Departamento de Turismo de Alabama nombró al Muscle Shoals Sound Studio como la principal atracción del estado en 2017, incluso antes de que reabriera el estudio Jackson Highway. Más de 62.000 personas de 50 países y todos los estados de los EE. UU. lo han visitado desde que abrió nuevamente para visitas en 2013.
El estudio es un estudio de grabación en funcionamiento por la noche. Dan Auerbach de Black Keys grabó un proyecto en solitario en marzo de 2017. El productor ganador del Grammy Dave Cobb de Nashville grabó al grupo Rival Sons en abril de 2017. El actor Kiefer Sutherland grabó con Swamper David Hood en mayo de 2017. En 2018, Bishop Gunn lanzó la primera grabación de estudio después de la restauración, "Shine" de su álbum, Natchez. Donnie Fritts lanzó melodías grabadas en el estudio en su álbum June, junto con John Paul White y Single Lock Records.

## Documental
El cineasta Greg Camalier estrenó su película documental Muscle Shoals en el Festival de Cine de Sundance en enero de 2013. Se trata del sonido de Muscle Shoals y presenta a Rick Hall, a FAME Studios y la Muscle Shoals Rhythm Section (Swampers) que habían fundado los Muscle Shoals Sound Studios. La película incluye entrevistas con Percy Sledge, Wilson Pickett, Aretha Franklin, Etta James, Mick Jagger, Keith Richards, Steve Winwood, Bono, Alicia Keys y muchos otros.

## Grabaciones seleccionadas
| Álbum o canción                                   | Artista            | Fecha                                        | US Pop chart     | US R&B chart |
| ------------------------------------------------- | ------------------ | -------------------------------------------- | ---------------- | ------------ |
| 3614 Jackson Highway                              | Cher               | 1969                                         |                  |              |
| Boz Scaggs                                        | Boz Scaggs         | 1969                                         |                  |              |
| Take a Letter, Maria                              | R. B. Greaves      | 19 de agosto de 1969,                        | N.º 2            | N.º 10       |
| Muscle Shoals Nitty Gritty                        | Herbie Mann        | (Estrenado en 1970)                          |                  |              |
| Brown Sugar                                       | The Rolling Stones | 2–4 de diciembre de 1969 (Estrenado en 1971) | N.º 1            |              |
| Wild Horses                                       | The Rolling Stones | 2–4 de diciembre de 1969 (Estrenado en 1971) | N.º 28           |              |
| Starting All Over Again                           | Mel & Tim          | 1972, May                                    | N.º 19           | N.º 4        |
| I'll Take You There                               | Staple Singers     | 1972                                         | N.º 1            | N.º 1        |
| Kodachrome                                        | Paul Simon         | 1973                                         | N.º 2            |              |
| Loves Me Like a Rock                              | Paul Simon         | 1973                                         | N.º 2            |              |
| One More River to Cross                           | Canned Heat        | 1973                                         |                  |              |
| Don't Your Plums Look Mellow Hanging on Your Tree | Big Joe Williams   | 1974                                         |                  |              |
| Atlantic Crossing                                 | Rod Stewart        | 1974–1975 (estrenado en 1975)                |                  |              |
| Breakaway                                         | Art Garfunkel      | 1975                                         |                  |              |
| "Katmandu"                                        | Bob Seger          | 1975                                         | N.º 43           |              |
| No Reservations                                   | Blackfoot          | 1975                                         |                  |              |
| Flyin' High                                       | Blackfoot          | 1976                                         |                  |              |
| "Night Moves"                                     | Bob Seger          | 1976                                         | N.º 8            |              |
| "Mainstreet"                                      | Bob Seger          | 1976                                         | N.º 24 (in 1977) |              |
| Izitso                                            | Cat Stevens        | 1976                                         | N.º 7 (in 1977)  |              |
| "Torn Between Two Lovers"                         | Mary MacGregor     | 1976                                         | N.º 1 (in 1977)  |              |
| Street Survivors                                  | Lynyrd Skynyrd     | 1977                                         |                  |              |
| "Old Time Rock and Roll"                          | Bob Seger          | 1978                                         | N.º 28 (in 1979) |              |
| Skynyrd's First: The Complete Muscle Shoals Album | Lynyrd Skynyrd     | 1971–1972 (estrenado en 1978)                |                  |              |
| "Gotta Serve Somebody"                            | Bob Dylan          | 1979                                         | N.º 24           |              |
| Pleasure and Pain                                 | Dr. Hook           | 1978                                         | N.º 66           |              |
| Sharing The Night Together                        | Dr. Hook           | 1978                                         | N.º 6            |              |
| When You're In Love With A Beautiful Woman        | Dr. Hook           | 1979                                         | N.º 6            |              |
| Sometimes You Win                                 | Dr. Hook           | 1979                                         | N.º 71           |              |
| Better Love Next Time                             | Dr. Hook           | 1979                                         | N.º 12           |              |
| Sexy Eyes                                         | Dr. Hook           | 1980                                         | N.º 5            |              |
| Take What You Find                                | Helen Reddy        | 1979 (estrenado en 1980)                     |                  |              |
| Valotte                                           | Julian Lennon      | 1984                                         | N.º 9            |              |
| "Careless Whisper"                                | George Michael     | 1983                                         |                  |              |
| Brother                                           | Cry of Love        | 1993                                         |                  |              |
| Brothers                                          | Black Keys         | 2009 (estrenado en 2010)                     |                  |              |